# Govern provisional de la República Francesa
El Govern provisional de la República Francesa (en francès:Gouvernement provisoire de la République française o GPRF) va ser un govern provisional de la França Lliure entre els anys 1944 i 1946 a continuació de l'alliberament de la França continental després de l'Operació Overlord i l'Operació Dragoon, i va durar fins a l'establiment de la Quarta República Francesa. Va significar la restauració i restabliment oficials d'una República Francesa provisional que assegurava la continuïtat de l'extinta Tercera República Francesa.
Va succeir el Comitè Francès d'Alliberament Nacional(CFLN), el qual havia estat el govern provisional de França en l'imperi colonial francès d'Ultramar i en les parts metropolitanes el país (Algèria i Còrsega) que havien estat alliberats pels Francesos Lliures. La seva intenció principal va ser gestionar les seqüeles de l'Ocupació de França i de continuar la guerra contra Alemanya en el Front Occidental dins de les forces aliades.
La seva missió principal després de la guerra va ser preparar el terreny per a un nou ordre constitucional que va donar com a resultat la Quarta República. També va fer importants reformes i decisions polítiques, com les de donar el dret de vot a les dones fundar l'École nationale d'administration, i preparar la Seguretat Social francesa.
Oficialment aquest govern provisional es va crear pel CFLN el 3 de juny de 1944, l'endemà eue el general Charles de Gaulle arribés de Londres des d'Alger per invitació de Winston Churchill, i tres dies després de D-Day.
Després de l'Alliberament de París el 25 d'agost de 1944, es va traslladar a la capital, establint un nou govern "d'unanimitat nacional" el 9 de setembre de 1944, que incloïa Gaullistes, nacionalistes, socialistes, comunistes i anarquistes i unint la políticament dividida Resistència Francesa.

## Política
El GPRF va estar dominat pel tripartidisme entre el Partit Comunista Francès (PCF),la secció francesa del SFIO,,partit socialista, i la Democràcia Cristiana (MRP), liderada per Georges Bidault. Aquesta aliança entre els tres partits va durar fins a la crisi de maig de 1947, durant la qual Maurice Thorez, i altres ministres comunistes van ser expulsats del govern.
Es va iniciar la descolonització començant pel Vietnam, però el refús a incloure la Cochinchina en el nou estat de Vietnam va portar a la Primera Guerra d'Indoxina.

## Llista de presidents
- Charles de Gaulle, 1944–1946
- Félix Gouin (SFIO), 1946
- Georges Bidault (MRP), 1946
- Léon Blum (SFIO), 1946–1947